# Ratatam pum pum
Ratatam pum pum è il terzo album di Franco Fanigliulo

## Il disco
Ratatam pum pum viene pubblicato dopo il successo di Io e me, grazie alla canzone A me mi piace vivere alla grande, presentata al Festival di Sanremo 1979: non riscuote però successo, anche a causa della scarsa promozione.
Le canzoni sono tutte scritte da Fanigliulo in collaborazione con Oscar Avogadro per i testi e con Maurizio Boriolo per le musiche, tranne Ratatam Pum Pum (testo di Avogadro e Fanigliulo e musica di Mauro Paoluzzi, arrangiatore e produttore del disco) e Tutti Garibaldi (testo di Fanigliulo e musica di Boriolo).
Il disco è registrato negli studi GRS di Milano, ed il tecnico del suono è Bruno Malasoma, mentre i mixaggi sono effettuati negli studi Idea Recording di Milano da Samuele Baracchetti.

## Tracce
LATO A
- Una nave (testo e musica di Oscar Avogadro, Franco Fanigliulo e Maurizio Boriolo) - 4'30"
- La gramigna (testo e musica di Oscar Avogadro, Franco Fanigliulo e Maurizio Boriolo) - 5'30"
- Monte di pietà (testo e musica di Oscar Avogadro, Franco Fanigliulo e Maurizio Boriolo) - 2'10"
- Ratatam pum pum (testo e musica di Oscar Avogadro, Franco Fanigliulo e Mauro Paoluzzi) - 4'00"

LATO B
- Lisa (testo e musica di Oscar Avogadro, Franco Fanigliulo e Maurizio Boriolo) - 5'06"
- Cristo però (testo e musica di Oscar Avogadro, Franco Fanigliulo e Maurizio Boriolo) - 3'50"
- Balla stella (testo e musica di Oscar Avogadro, Franco Fanigliulo e Maurizio Boriolo) - 3'20"
- Tutti Garibaldi (testo e musica di Franco Fanigliulo e Maurizio Boriolo) - 2'36"

## Formazione
- Franco Fanigliulo – voce
- Dino D'Autorio – basso
- Walter Calloni – batteria
- Michael Fraser – pianoforte, Fender Rhodes
- Mauro Paoluzzi – chitarra
- Maurizio Preti – percussioni
- Stefano Pulga – tastiera, sintetizzatore
- Maurizio Boriolo – organo Hammond, celeste, tastiera
- Claudio Pascoli – sax, flauto
- Mauro Pagani – armonica, violino
- Loredana Bertè, Aida Cooper – cori